# Los Angeles Clippers 2001-2002
La stagione 2001-02 dei Los Angeles Clippers fu la 32ª nella NBA per la franchigia.
I Los Angeles Clippers arrivarono quinti nella Pacific Division della Western Conference con un record di 39-43, non qualificandosi per i play-off.

## Roster
| N° | Naz.                   | Ruolo | Sportivo           | Anno | Alt. | Peso |
| -- | ---------------------- | ----- | ------------------ | ---- | ---- | ---- |
| 1  | Stati Uniti (bandiera) | G     | Keyon Dooling      | 1980 | 191  | 89   |
| 3  | Stati Uniti (bandiera) | G     | Quentin Richardson | 1980 | 198  | 101  |
| 5  | Stati Uniti (bandiera) | G     | Jeff McInnis       | 1974 | 193  | 86   |
| 7  | Stati Uniti (bandiera) | A     | Lamar Odom         | 1979 | 208  | 100  |
| 11 | Stati Uniti (bandiera) | G     | Earl Boykins       | 1976 | 165  | 61   |
| 14 | Stati Uniti (bandiera) | G     | Eldridge Recasner  | 1967 | 191  | 86   |
| 21 | Stati Uniti (bandiera) | A     | Darius Miles       | 1981 | 206  | 95   |
| 24 | Stati Uniti (bandiera) | G     | Doug Overton       | 1969 | 191  | 86   |
| 32 | Stati Uniti (bandiera) | A     | Tremaine Fowlkes   | 1976 | 203  | 100  |
| 34 | Nigeria (bandiera)     | C     | Michael Olowokandi | 1975 | 213  | 122  |
| 40 | Stati Uniti (bandiera) | A     | Harold Jamison     | 1976 | 203  | 118  |
| 42 | Stati Uniti (bandiera) | A     | Elton Brand        | 1979 | 203  | 125  |
| 45 | Stati Uniti (bandiera) | C     | Sean Rooks         | 1969 | 208  | 113  |
| 50 | Stati Uniti (bandiera) | A     | Corey Maggette     | 1979 | 198  | 99   |
| 52 | Stati Uniti (bandiera) | GA    | Eric Piatkowski    | 1970 | 201  | 98   |
| 54 | Nigeria (bandiera)     | AC    | Obinna Ekezie      | 1975 | 206  | 122  |

## Staff tecnico
- Allenatore: Alvin Gentry
- Vice-allenatori: Rex Kalamian, Dennis Johnson, Igor Kokoškov, Morris McHone
- Preparatore atletico: Jasen Powell